# امیلی هیمانس
امیلی هیمانس (انگلیسی: Émilie Heymans؛ زادهٔ ۱۴ دسامبر ۱۹۸۱) ورزشکار شیرجه اهل کانادا است.
وی در مسابقات کشوری و بین‌المللی در مجموع برندهٔ ۶ مدال طلا، ۸ مدال نقره، ۴ مدال برنز شده‌است.